# 杉田あけみ
杉田 あけみ（すぎた あけみ、1947年 - ）は、千葉経済大学短期大学部ビジネスライフ学科の教授。

## 著書
- 『ビジネス文書の書き方・作り方―主要例文と作成のポイント』（中央経済社、初版:1988年、ISBN 978-4481782846、第2版:1994年、ISBN 978-4502530944）
- 『ビジネスマネジメント』（共著、学文社、初版:1999年、ISBN 978-4762008757、第2版:2005年、ISBN 978-4762014499）
- 『ケータイ・メール世代の正しいしつけ方―こんな態度に困っていませんか』（中経出版 、2001年、ISBN 978-4806115144）
- 『ダイバーシティ・マネジメントの観点からみた企業におけるジェンダー』（学文社、2006年、ISBN 978-4762015984）